# 小行星7337
小行星7337（英語：7337）是一颗围绕太阳公转的小行星。1990年8月22日，美國天文學家亨利·E·霍爾特在帕洛马山发现了此天体。
这颗小行星的绝对星等为343.26584等。